# ブルー・マウンテンズ国立公園

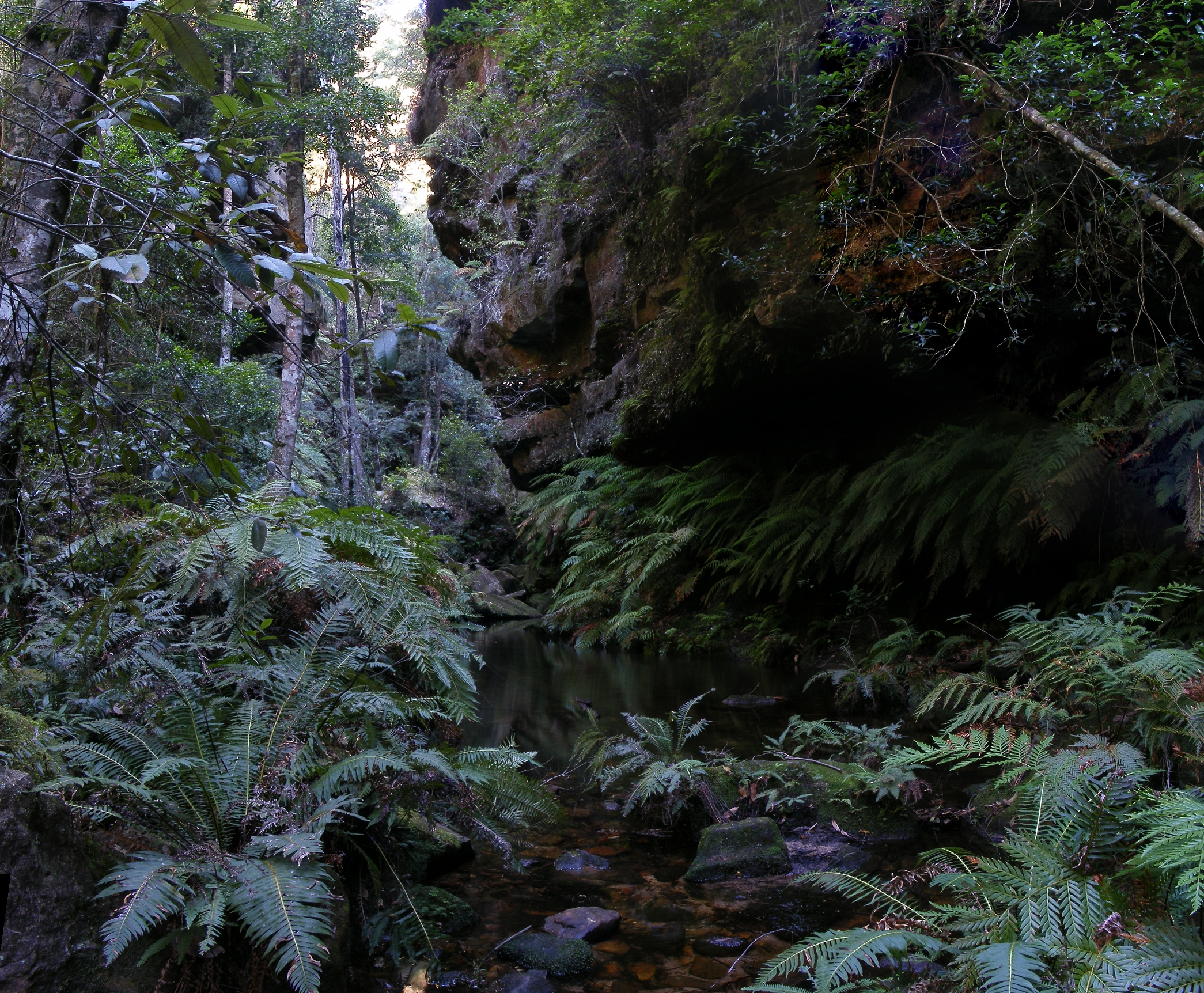
熱帯雨林のニーツ・グレン

ブルー・マウンテンズ国立公園（ブルー・マウンテンズこくりつこうえん、Blue Mountains National Park）とは、オーストラリアニューサウスウェールズ州の国立公園。シドニーの西81キロメートル、グレートディヴァイディング山脈のブルー・マウンテンズ地域にある。公園面積は267,954ヘクタール。「マウンテンズ」の名にもかかわらず、当地域は高原地帯で川が数本流れている。最高地点はウェロング山（標高1,215メートル）、最低地点はネピアン川（同20メートル）。スリー・シスターズをはじめ峡谷景観で有名。ユーカリの木から揮発されるオイルが太陽光に反射し、青く霞んで見えることからその名が付けられた。

## 歴史
1932年、自然保護運動家のマイルス･ダンフィーが、グレーター・ブルー･マウンテンズ国立公園のための計画を提案したのが始まり。これは現在のブルー・マウンテンズ国立公園の他、ウォレミー国立公園やカナンガラ-ボイド国立公園、ナッタイ国立公園やその他小規模の国立公園といった、広大な地域を含んでいた。1959年にレッド・マウンテンズ国立公園が開園。2000年11月にはグレーター・ブルー・マウンテンズ地域の一部として世界遺産に登録された。

## 地理
グレートディヴァイディング山脈の東側にある。高原が西から東、標高1,100メートル程度のヴィクトリア山から標高200メートル弱のグレンブロック周辺にかけて傾斜する。園内には北部のウォランガンベ川、中央部のグロス川、そして南部のコックスズ及びウォロンディリ両川という、集水のほとんどを担う4本の主要河川がある。なお、コックスズ及びウォロンディリ両川は、公園のすぐ外側にありシドニーの主要飲料水源であるワラガンバダムに流れる。

## 地質
ブルー・マウンテンズは構造的にグレーター・シドニー盆地の一部である。シドニー盆地は過去3億年にできた堆積岩の層から成り、ブルー・マウンテンズもこの間、同盆地の西側を突き上げる地殻変動により形成された。近年は玄武岩を伴った火砕流が周辺一帯を覆っており、ごく偶に山頂部で露頭が見られる。

## 観光

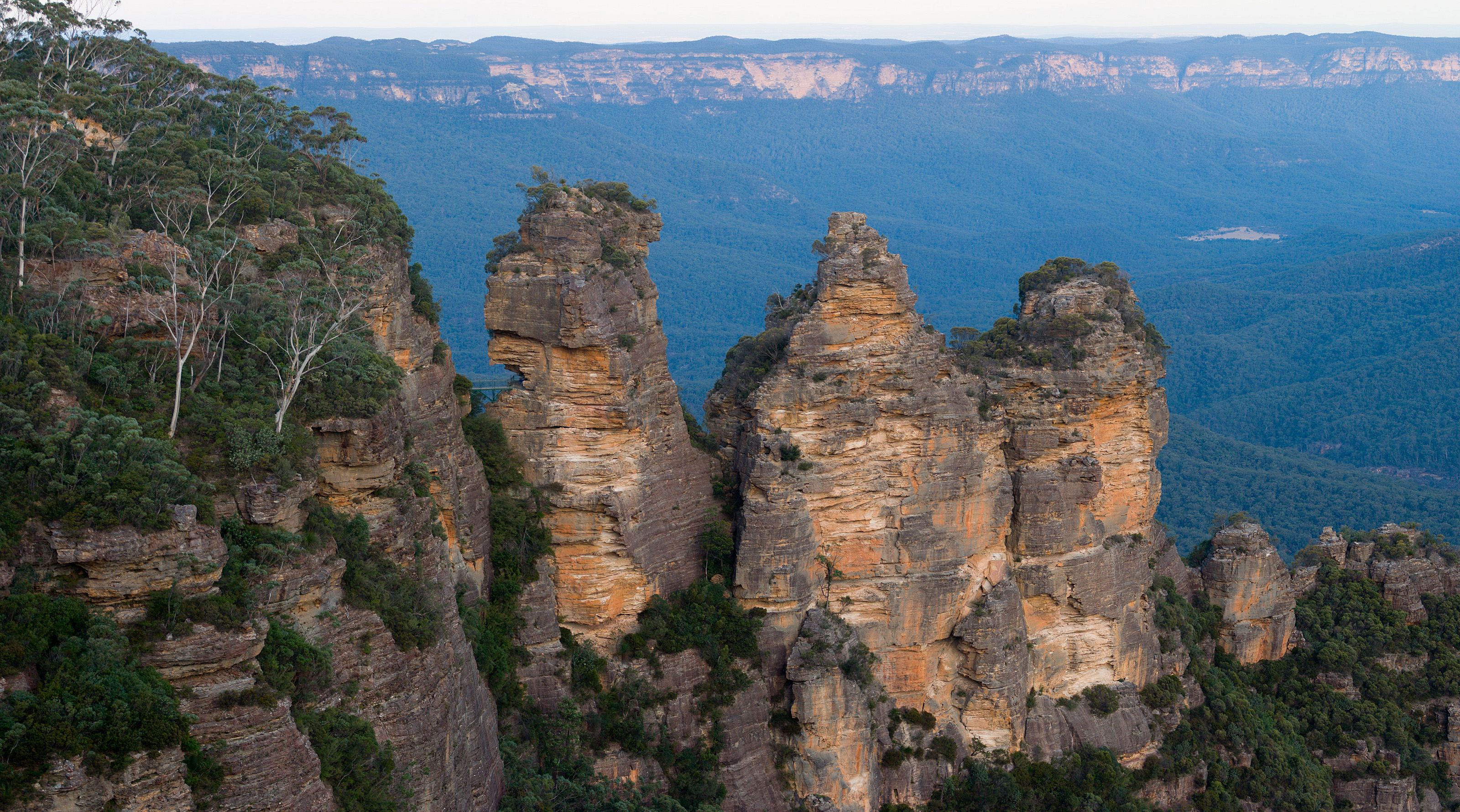
スリー・シスターズ

オーストラリア国内で最も人気のある場所の1つで、ブルー・マウンテンズを訪れる観光客のほとんどは、ウェントワース滝及びブラックヒース間の展望台から公園を眺めるだけで、実際に園内へ足を踏み入れることは無い。渓谷や滝を眺めたり、公園から離れた地域でキャニオニングやロッククライミングなどが行われる。
また、園内にはスリー・シスターズと呼ばれる3本の切り立った奇岩（砂岩）が存在する。これは、父の魔法により3姉妹が岩に変えられたというアボリジニの伝説によるもの。第13回アメリカ横断ウルトラクイズ（1989年、日本テレビ系）でも、これを望むエコーポイント展望台にてロケーションが行われた。